# Serge Losique
Serge Losique (né Srdjan Losic en 1931 en Yougoslavie) est un écrivain, professeur de cinéma et, selon ses propres mots, un « catalyseur d'idées. » 
Il est surtout connu en tant que fondateur du Festival des films du monde de Montréal.

## Biographie
Né en Yougoslavie, Serge Losique émigre au Canada en 1966. À Montréal, il fonde le Conservatoire d'art cinématographique à l'Université Concordia.

### Liens avec Anne-Marie Losique
Bien qu'il soit le père de la femme d’affaires Anne-Marie Losique, ses liens avec sa fille ne sont pas très étroits.
« Je n’ai pas beaucoup de liens. Je ne lui ai jamais parlé de ma carrière. » – Anne-Marie Losique
En 2018, elle confie à l'émission La Vraie Nature d'avoir des tensions familiales avec sa famille depuis la mort de sa mère.

## Filmographie partielle
- 1970 : No More Words
- 2004 : Le fantôme d'Henri Langlois
- 2005 : L'est rencontre l'ouest sur la route de la soie
- 2007 : Man of Cinema: Pierre Rissient